# Hultbergets fornborg
Hultbergets fornborg i Husby-Rekarne socken i Eskilstuna kommun, är en fornborg belägen vid Tandlaåns utlopp i Hjälmaren nära Tanderstens gård.
Fornborgen har varit föremål för smärre undersökningar vid tre tillfällen, 1976-77, 1983 och 2007, under ledning av Olle Lorin och i nära samarbete med Sörmlands museum och Riksantikvarieämbetet. Detta har skett inom ramen för det nu avslutade projektet Fornborgsundersökningar i Södermanland. Utöver denna borg har provundersökningar gjorts på ett tiotal andra i området.
Vid den första undersökningen grävdes en yta på cirka 12 m² inom murarna i borgens sydöstra del ut. Ett stort antal fynd framkom härvid, bland annat hundratals fragment av lerkärl, ett tiotal delar till vävtyngder, brända och obrända ben samt ett 60-tal lerkliningsbitar. 
Bland ett flertal järnföremål fanns ett gravyrredskap, som vid analys på Rinmanlaboratoriet i Eskilstuna visade sig ha en mycket sofistikerad struktur med nickellegerat stål av god härdbarhet, växellagrat med mjukt kolstål, vilket gett ett verktyg med för ändamålet ypperliga egenskaper. Någon motsvarighet till detta förhistoriska verktyg har tidigare inte påträffats i Sverige.
Fynd av slagg visar att man också ägnat sig åt järnframställning på platsen.
Ett flertal kol 14-dateringar gav besked om att verksamhet pågick här mellan 200 och 300 e.Kr. En mindre undersökning i ett murparti nära den tidigare utgrävda ytan visade att anläggningen använts också in på 600-talet.
1976 upptäcktes ett tiotal terrasser på bergets nordöstra sluttning, och 2007 undersöktes tre av dessa. Genom ett flertal kol 14-analyser från provgropar på terrasserna kunde konstateras att aktiviteter förekommit här från omkring år 400 till omkring år 900. Användningstiden för delar av hela komplexet, själva borgen och vissa terrasser omfattar således inte mindre än 700 år.
På en intilliggande skolgård fann man 1936 en folkvandringstida fingerring av guld. Borgens belägenhet invid en forntida långsträckt farled mellan Hjälmaren och nuvarande Gripsholmsviken, kantad med ett flertal borgar, visar att Hultberget tydligen haft en nyckelroll som bevakningspunkt och kontroll av handeln på denna sträcka.